# Robert de Castella
Pour les articles homonymes, voir Castella.
 (décembre 2023).
Si vous disposez d'ouvrages ou d'articles de référence ou si vous connaissez des sites web de qualité traitant du thème abordé ici, merci de compléter l'article en donnant les références utiles à sa vérifiabilité et en les liant à la section « Notes et références ».
Francois Robert « Rob » de Castella (né le 27 février 1957 à Melbourne) est un athlète australien, spécialiste du marathon.

## Carrière
Il est d'origine suisse romande et son premier prénom à l'état civil est François.
Le 6 décembre 1981, Rob de Castella remporte le Marathon de Fukuoka  en 2 h 8 minutes et 18 secondes, signant la meilleure performance jamais réalisée dans cette discipline. Il enlève le titre des Jeux du Commonwealth de 1982 disputés à Melbourne, avant de remporter l'année suivante la médaille d'or des Championnats du monde 1983 d'Helsinki, où il devance avec le temps de 2 h 10 min 03 s, l'Éthiopien Kebede Balcha et l'Est-allemand Waldemar Cierpinski. Il s'impose cette même année lors du Marathon de Rotterdam en 2 h 08 min 37 s. Figurant parmi les favoris des Jeux olympiques de Los Angeles, l'Australien est lâché au 33e kilomètre de la course et prend la cinquième place finale. En 1986, il conserve son titre aux Jeux du Commonwealth à Édimbourg.

## Palmarès
| Année | Compétition           | Lieu      | Résultat | Épreuve  |
| ----- | --------------------- | --------- | -------- | -------- |
| 1981  | Marathon de Fukuoka   | Fukuoka   | 1er      | Marathon |
| 1982  | Jeux du Commonwealth  | Brisbane  | 1er      | Marathon |
| 1983  | Championnats du monde | Helsinki  | 1er      | Marathon |
| 1983  | Marathon de Rotterdam | Rotterdam | 1er      | Marathon |
| 1986  | Jeux du Commonwealth  | Édimbourg | 1er      | Marathon |
| 1986  | Marathon de Boston    | Boston    | 1er      | Marathon |
| 1991  | Marathon de Rotterdam | Rotterdam | 1er      | Marathon |